# Mjølnirkrater
De Mjølnirkrater is een meteoriet-inslagkrater op de bodem van de Barentszzee voor de kust van Noorwegen.
De krater heeft een diameter van 40 kilometer en de leeftijd wordt geschat op 142,0 ± 2,6 miljoen jaar (Onder-Krijt).
Mjølnir is in de mythologie de naam van de hamer van Thor. Het geven van deze naam aan de krater was vermoedelijk een zinspeling op de kracht van het wapen, dat vaak wordt omschreven als breker van rotsen.
In 2006 vond een groep Zweedse geologen sporen van een tsunami aan de Zweedse zuidkust die ongeveer 145 miljoen jaar geleden plaatsvond. Men gaat ervan uit dat de inslag van de meteoriet de oorzaak moet geweest zijn van dit bijzondere feit.